# Wahlen in Südafrika 1999
- AZAPO: 1
- PAC: 3
- ANC: 266
- UDM: 14
- MF: 1
- DP: 38
- ACDP: 6
- UCDP: 3
- IFP: 34
- NNP: 28
- FA: 2
- VF: 3
- AEB: 1

Südafrikas zweite, für alle Bürger des Landes zugängliche (also nicht unter den konstitutionellen Bedingungen der Apartheid abgehaltene) Parlamentswahl 1999, fand am 6. Juni 1999 statt und wurde vom African National Congress (ANC) gewonnen, der die Zahl seiner Sitze um 14 steigerte. Der ANC hatte die vorangegangene Wahl am 27. April 1994 ebenfalls mit absoluter Mehrheit gewonnen und danach Nelson Mandela zum Präsidenten Südafrikas gewählt. Mandela (* 1918) hatte zu keiner Zeit eine zweite Amtszeit geplant; er hielt am 29. März 1999 seine Abschiedsrede und setzte sich danach zur Ruhe.
Bemerkenswert war der Kollaps der Nuwe Nasionale Party, vormals Nasionale Party (NP), die ohne den ehemaligen Präsidenten Frederik Willem de Klerk mehr als die Hälfte ihrer Anhänger verlor. Größte Oppositionspartei wurde die liberale Democratic Party, nachdem sie aus den Wahlen von 1994 nur als fünftstärkste Partei hervorgegangen war. Die Zahl der in der Nationalversammlung vertretenen Parteien erhöhte sich auf 13. Die Partei United Democratic Movement, die gemeinsam vom ehemaligen NP-Mitglied Roelf Meyer und vom ehemaligen ANC-Mitglied Bantu Holomisa angeführt wurde, war dabei mit 14 errungenen Sitzen die erfolgreichste der neu angetretenen Parteien.
Außerdem wurden die neun Provinzversammlungen (Provincial legislatures) neu gewählt.

## Vor der Wahl, Wahlkampf
Am 3. März 1999 gab Präsident Nelson Mandela seine Absicht bekannt, den 2. Juni 1999 als Wahltermin zu proklamieren. Die offizielle Proklamation erfolgte aufgrund der Wahlordnung erst am 30. April 1999. Im Wahlkampf fokussierte sich der regierende ANC auf fünf Themen: Schaffung von Arbeitsplätzen, Bekämpfung von Kriminalität und Korruption, verbesserte Dienstleistungen für die Bürger, Umgestaltung des Staates und den „Aufbau eines besseren Südafrikas“. Seit 1996 hatte die ANC-Regierung mit dem Programm Growth, Employment, and Redistribution Strategy (GEAR, „Wachstum, Beschäftigung und Umverteilungsstrategie“) eine Änderung in Richtung einer liberalen Wirtschaftspolitik unternommen. Im ANC-Wahlprogramm 1999 wurde darauf jedoch kein Bezug genommen – mutmaßlich, um nicht die beiden Wahlverbündeten, den Gewerkschaftsdachverband Congress of South African Trade Unions (COSATU) und die South African Communist Party (SACP) zu provozieren, die beide das GEAR-Programm abgelehnt hatten. Das Bündnis zwischen ANC, COSATU und SACP blieb intakt und unter den ersten 30 Positionen auf der ANC-Kandidatenliste waren neun führende SACP-Politbüromitglieder zu finden. Im Mittelpunkt der ANC-Wahlkampagne standen die Erfolge der Regierung, insbesondere auf den Feldern Wohnungsbau, Gesundheit, Elektrifizierung und Telefonanschlüsse. Die politischen Programme der zwei großen Oppositionsparteien Democratic Party (DP) und Nuwe Nasionale Party (NNP) zeigten eine bemerkenswerte Konvergenz zum ANC-Programm. Beide befürworteten das GEAR-Programm, kritisierten aber dessen Umsetzung. Die DP unter ihrem Parteiführer Tony Leon kritisierte die vermeintliche Korruption, Kriminalität, Vetternwirtschaft, Arroganz und Inkompetenz unter der ANC-Herrschaft. Dies traf den ANC an empfindlicher Stelle, und in der ersten Parlamentsdebatte nach der Wahl wurden die DP-Vertreter durch ANC-Abgeordnete als „Ratten“, „Dinosaurier“, „Rassisten“, „Rechtsradikale“ und die DP als politische Heimat des „Neonazismus“ und „weißen Faschismus“ beschimpft. Die dritte große Partei, die Inkatha Freedom Party (IFP), war in der Regierung der Nationalen Einheit verblieben und präsentierte sich eher als Regierungs- denn als Oppositionspartei. Sie unterstützte im Wesentlichen die Regierungslinie und kritisierte überwiegend die ANC-Verbündeten COSATU und SACP. Zudem machte sie Anstalten, sich von ihrem Image als nationalistische Zulu-Partei zu lösen und präsentierte sich als Partei des Föderalismus, des Pluralismus und der Freiheit.

## Wahlsystem
| Landesweit   | Provinzen     | Provinzen |
| ------------ | ------------- | --------- |
| 200          | Ostkap        | 27        |
| 200          | Mpumalanga    | 14        |
| 200          | Kwazulu-Natal | 38        |
| 200          | Nordkap       | 4         |
| 200          | Nord          | 20        |
| 200          | Nordwest      | 17        |
| 200          | Freistaat     | 14        |
| 200          | Gauteng       | 46        |
| 200          | Westkap       | 20        |
| Zusammen 400 |               |           |

Das Wahlsystem ähnelte dem der vorangegangenen Wahl 1994. Von den 400 Abgeordneten der Nationalversammlung wurden 200 in den Provinzen gewählt. Bei der Zuordnung der Parlamentssitze wurden diese in der jeweiligen Provinz zunächst den Parteien entsprechend dem Stimmenanteil zugeteilt. Die verbliebenen 200 Sitze wurden dann genutzt, um eine Sitzverteilung entsprechend des landesweiten Stimmenanteils zu erreichen. Parallel zur Wahl der Nationalversammlung wurden auf separaten Stimmzetteln die Abgeordneten der jeweiligen Provinzversammlungen gewählt.
Bedingung für die Wahlteilnahme einer politischen Partei war eine Registrierung im Sinne des Electoral Commission Act, 1996, die Hinterlegung einer Registrierungsgebühr (deposit) von 100.000 Rand für die Wahl zur Nationalversammlung bzw. 20.000 Rand für die Wahl zu einer Provinzversammlung und die Einreichung einer offiziellen Kandidatenliste bei der Wahlbehörde. Die Registrierungsgebühr wurde wieder zurückerstattet, wenn die Partei mindestens einen Parlamentssitz bei der entsprechenden Wahl gewann. An den Wahlen nahmen 26 registrierte Parteien teil, von denen 16 auch landesweit kandidierten. Auf den Stimmzetteln waren die Parteien in alphabetischer Reihenfolge aufgeführt. An den nationalen und Provinzwahlen nahmen zusammengenommen 7141 Kandidaten teil. Der Ablauf der Wahlen wurde von etwa 11.000 Beobachtern, von denen 369 aus dem Ausland angereist waren und die an etwa 700 Wahllokalen in allen neun Provinzen im Einsatz waren, überwacht. Zu den ausländischen Beobachtern gehörte eine OAU-Delegation unter dem Ex-Präsidenten von Benin Nicephore Soglo, eine Commonwealth-Beobachtergruppe unter David Steel, dem Sprecher des schottischen Parlaments, eine Delegation der Entwicklungsgemeinschaft des südlichen Afrika (SDAC) unter dem sambischen Politiker Milton Phiri und eine Delegation der European Parliamentarians for Africa (AWEPA) unter ihrem Vorsitzenden Jan Nico Scholten.
Von großer Bedeutung war die Erstellung eines Wählerregisters im Vorfeld der Wahl. Eine erste Wähler-Registrierungsrunde fand in den nördlichen Provinzen Gauteng, Nord, Nordwest und Mpumalanga vom 29. bis 31. November 1998 statt. Eine zweite Registrierungsrunde folgte in den Südprovinzen Ostkap, Nordkap, Freistaat, KwaZulu-Natal und Westkap vom 3. bis 5. Dezember 1998. Die Wähler wurden mit Strichcode-kodierten Identitätsdokumenten an Scannern und vereinzelt auch manuell registriert. Insbesondere die erste Runde zeigte zahlreiche Probleme des Registrierungsprozesses auf. Viele Wähler meldeten sich in den falschen Wahllokalen und mussten sich später erneut registrieren, es gab technische Probleme mit den Scannern, Probleme mit unzureichend geschultem Personal etc. Zeitgleich mit der Wählerregistrierung startete die Regierung auch eine großangelegte Informationskampagne. Während der ersten Registrierungsrunde wurden 8.836.012 potentielle Wähler erfasst. Zwei weitere Registrierungsrunden fanden vom 29. bis 31. Januar 1999 sowie vom 5. bis 7.
März 1999 statt. Diese Runden verliefen erheblich störungsfreier, da die Erfahrungen der ersten Runde berücksichtigt worden waren. Die gewonnenen Registrierungsdaten wurden mit dem nationalen Bevölkerungsregister abgeglichen. 265.184 Anträge wurden aus verschiedenen Gründen zurückgewiesen (z. B. keine südafrikanische Staatsbürgerschaft, Alter unter 18 Jahre, bereits verstorben etc.). Auch die etwa 146.000 Gefängnisinsassen waren prinzipiell wahlberechtigt. 20.998 von ihnen registrierten sich für die Wahl. Letztlich enthielt das fehlerkorrigierte Wählerregister 18.172.751 Wähler. Dies entsprach etwa 79,7 Prozent der ungefähren Bevölkerung im Wahlalter von 22.799.626. Die Registrierungsrate war in städtischen Gebieten deutlich höher als auf dem Land.

## Ergebnisse
Die Wahlen in fanden am 2. Juni 1999 zwischen 07:00 und 21:00 Uhr in 14.650 Wahllokalen statt. 261.025 Angestellte und Wahlhelfer organisierten vor Ort den Wahlablauf. Wähler in Übersee müssten bzw. konnten nur am 26. Mai 1996 ihre Stimme abgeben. Der frühe Termin wurde gewählt, um zu gewährleisten, dass die Stimmzettel zeitgerecht eintrafen. Trotzdem trafen die Stimmzettel von sieben der 89 Botschaften und Konsulate zu spät in Südafrika ein, um noch mitgezählt zu werden. 2.206 Stimmen wurden im Ausland abgegeben. Von den internationalen Beobachten wurde einhellig der friedliche und geordnete Ablauf der Wahlen gelobt.

### Nationalversammlung
Bei der Wahl zur Nationalversammlung wurden 15.977.142 gültige Stimmen abgegeben. 251.320 Stimmen waren ungültig. Die Wahlbeteiligung lag bei 89,30 Prozent.
| Partei | Partei                                     | Kürzel | Stimmen    | %      | Sitze | Veränderungen |
| ------ | ------------------------------------------ | ------ | ---------- | ------ | ----- | ------------- |
|        | African National Congress                  | ANC    | 10.601.330 | 66,35  | 266   | ▲14           |
|        | Democratic Party                           | DP     | 1.527.337  | 9,56   | 38    | ▲31           |
|        | Inkatha Freedom Party                      | IFP    | 1.371.477  | 8,58   | 34    | ▼8            |
|        | Nuwe Nasionale Party                       | NNP    | 1.098.215  | 6,87   | 28    | ▼54           |
|        | United Democratic Movement                 | UDM    | 546.790    | 3,42   | 14    | (neu)         |
|        | African Christian Democratic Party         | ACDP   | 228.975    | 1,43   | 6     | ▲4            |
|        | Vryheidsfront / Freedom Front              | VF/FF  | 127.217    | 0,80   | 3     | ▼6            |
|        | United Christian Democratic Party          | UCDP   | 125.280    | 0,80   | 3     | (neu)         |
|        | Pan Africanist Congress of Azania          | PAC    | 113.125    | 0,78   | 3     | ▼2            |
|        | Federal Alliance                           | FA     | 86.704     | 0,54   | 2     | (neu)         |
|        | Minority Front                             | MF     | 48.277     | 0,30   | 1     | ▲1            |
|        | Afrikaner Eenheidsbeweging                 | AEB    | 46.292     | 0,30   | 1     | (neu)         |
|        | Azanian People’s Organisation              | AZAPO  | 27.257     | 0,17   | 1     | (neu)         |
|        | Abolition of Income Tax and Usury Party    | AITUP  | 10.611     | 0,07   | 0     | 0             |
|        | The Government by the People – Green Party | GPGP   | 9.193      | 0,06   | 0     | 0             |
|        | Socialist Party of Azania                  | SOPA   | 9.062      | 0,06   | 0     | 0             |
| Gesamt | Gesamt                                     | Gesamt | 15.977.142 | 100,00 | 400   | –             |

### Provinzversammlungen

#### Ostkap
In der Provinz Ostkap gab es 2.454.543 registrierte Wähler. Von diesen gaben 2.207.735 (89,94 %) ihre Stimme ab. 30.469 Stimmen (1,38 %) waren ungültig.
| Partei | Partei                             | Kürzel | Stimmen   | Prozent  | Sitze |
| ------ | ---------------------------------- | ------ | --------- | -------- | ----- |
|        | African National Congress          | ANC    | 1.606.856 | 73,80 %  | 47    |
|        | United Democratic Movement         | UDM    | 296.015   | 13,60 %  | 9     |
|        | Democratic Party                   | DP     | 136.859   | 6,29 %   | 4     |
|        | Nuwe Nasionale Party               | NNP    | 70.141    | 3,22 %   | 2     |
|        | Pan Africanist Congress of Azania  | PAC    | 24.837    | 1,14 %   | 1     |
|        | African Christian Democratic Party | ACDP   | 20.857    | 0,96 %   | 0     |
|        | Vryheidsfront \ Freedom Front      | VF/FF  | 7.287     | 0,33 %   | 0     |
|        | Inkatha Freedom Party              | IFP    | 7.166     | 0,33 %   | 0     |
|        | Afrikaner Eenheidsbeweging         | AEB    | 3.673     | 0,17 %   | 0     |
|        | Federal Alliance                   | FA     | 3.575     | 0,16 %   | 0     |
| Gesamt | Gesamt                             | Gesamt | 2.177.266 | 100,00 % | 63    |

#### Freistaat
Im Freistaat gab es 1.225.730 registrierte Wähler. Von diesen beteiligten sich 1.107.851 (90,38 %) an der Wahl. 16.943 Stimmen (1,53 %) waren ungültig.
| Partei | Partei                             | Kürzel | Stimmen   | Prozent  | Sitze |
| ------ | ---------------------------------- | ------ | --------- | -------- | ----- |
|        | African National Congress          | ANC    | 881.381   | 80,79 %  | 25    |
|        | Democratic Party                   | DP     | 58.163    | 5,33 %   | 2     |
|        | Nuwe Nasionale Party               | NNP    | 56.740    | 5,20 %   | 2     |
|        | Vryheidsfront \ Freedom Front      | VF/FF  | 22.996    | 2,11 %   | 1     |
|        | United Democratic Movement         | UDM    | 18.194    | 1,67 %   | 0     |
|        | Pan Africanist Congress of Azania  | PAC    | 12.548    | 1,15 %   | 0     |
|        | African Christian Democratic Party | ACDP   | 9.827     | 0,90 %   | 0     |
|        | Federal Alliance                   | FA     | 8.798     | 0,81 %   | 0     |
|        | United Christian Democratic Party  | UCDP   | 8.543     | 0,78 %   | 0     |
|        | Inkatha Freedom Party              | IFP    | 5.119     | 0,47 %   | 0     |
|        | Afrikaner Eenheidsbeweging         | AEB    | 4.390     | 0,40 %   | 0     |
|        | Unemployment Labour Alliance       | ULA    | 2.974     | 0,27 %   | 0     |
|        | Socialist Party of Azania          | SOPA   | 1.235     | 0,11 %   | 0     |
| Gesamt | Gesamt                             | Gesamt | 1.090.908 | 100,00 % | 30    |

#### Gauteng
In Gauteng gab es 4.154.087 registrierte Wähler. 3.703.633 (89,16 %) beteiligten sich an der Wahl und 40.843 Stimmen (1,10 %) waren ungültig.
| Partei | Partei                             | Kürzel | Stimmen   | Prozent  | Sitze |
| ------ | ---------------------------------- | ------ | --------- | -------- | ----- |
|        | African National Congress          | ANC    | 2.485.064 | 67,85 %  | 50    |
|        | Democratic Party                   | DP     | 658.231   | 17,97 %  | 13    |
|        | Nuwe Nasionale Party               | NNP    | 142.563   | 3,89 %   | 3     |
|        | Inkatha Freedom Party              | IFP    | 128.717   | 3,51 %   | 3     |
|        | United Democratic Movement         | UDM    | 71.604    | 1,95 %   | 1     |
|        | Vryheidsfront \ Freedom Front      | VF/FF  | 45.749    | 1,25 %   | 1     |
|        | African Christian Democratic Party | ACDP   | 42.581    | 1,16 %   | 1     |
|        | Federal Alliance                   | FA     | 32.493    | 0,89 %   | 1     |
|        | Pan Africanist Congress of Azania  | PAC    | 26.774    | 0,73 %   | 0     |
|        | Afrikaner Eenheidsbeweging         | AEB    | 11.447    | 0,31 %   | 0     |
|        | United Christian Democratic Party  | UCDP   | 8.596     | 0,23 %   | 0     |
|        | Azanian People’s Organisation      | AZAPO  | 5.895     | 0,16 %   | 0     |
|        | Socialist Party of Azania          | SOPA   | 1.988     | 0,05 %   | 0     |
|        | Labour Party                       | LP     | 1.088     | 0,03 %   | 0     |
| Gesamt | Gesamt                             | Gesamt | 3.662.790 | 100,00 % | 73    |

#### KwaZulu-Natal
In KwaZulu-Natal waren 3.443.978 Personen wahlberechtigt, von denen 3.009.499 (87,38 %) an der Wahl teilnahmen. 46.141 Stimmen (1,53 %) wurden als ungültig gewertet.
| Partei | Partei                             | Kürzel | Stimmen   | Prozent  | Sitze |
| ------ | ---------------------------------- | ------ | --------- | -------- | ----- |
|        | Inkatha Freedom Party              | IFP    | 1.241.522 | 41,90 %  | 34    |
|        | African National Congress          | ANC    | 1.167.094 | 39,38 %  | 32    |
|        | Democratic Party                   | DP     | 241.779   | 8,16 %   | 7     |
|        | Nuwe Nasionale Party               | NNP    | 97.077    | 3,28 %   | 3     |
|        | Minority Front                     | MF     | 86.770    | 2,93 %   | 2     |
|        | African Christian Democratic Party | ACDP   | 53.745    | 1,81 %   | 1     |
|        | United Democratic Movement         | UDM    | 34.586    | 1,17 %   | 1     |
|        | Federal Alliance                   | FA     | 9.762     | 0,33 %   | 0     |
|        | Pan Africanist Congress of Azania  | PAC    | 7.654     | 0,26 %   | 0     |
|        | Vryheidsfront \ Freedom Front      | VF/FF  | 6.804     | 0,23 %   | 0     |
|        | Afrikaner Eenheidsbeweging         | AEB    | 5.801     | 0,20 %   | 0     |
|        | Azanian People’s Organisation      | AZAPO  | 5.052     | 0,17 %   | 0     |
|        | Socialist Party of Azania          | SOPA   | 3.451     | 0,12 %   | 0     |
|        | Mass United Movement               | MUM    | 2.261     | 0,08 %   | 0     |
| Gesamt | Gesamt                             | Gesamt | 2.963.358 | 100,00 % | 80    |

#### Nordprovinz
In der Nordprovinz (ab 2002: Limpopo) waren 1.847.766 Personen im Wahlregister erfasst. Von diesen beteiligten sich 1.683.831 (91,13 %) an der Wahl. 25.137 Stimmen (1,49 %) der Stimmen waren ungültig. An der Wahl nahmen zwei regionale Parteien statt: die Ximoko Party, die von Politikern des ehemaligen Bantustans Gazankulu gegründet worden war, und die Dabalorivhuwa Patriotic Front, eine ethnische Partei der Venda-Bevölkerungsgruppe im ehemaligen Homeland Venda. Beide gewannen kein Mandat.
| Partei | Partei                             | Kürzel | Stimmen   | Prozent  | Sitze |
| ------ | ---------------------------------- | ------ | --------- | -------- | ----- |
|        | African National Congress          | ANC    | 1.464.432 | 88,29 %  | 44    |
|        | United Democratic Movement         | UDM    | 41.700    | 2,51 %   | 1     |
|        | Nuwe Nasionale Party               | NNP    | 28.159    | 1,70 %   | 1     |
|        | Democratic Party                   | DP     | 23.486    | 1,42 %   | 1     |
|        | Pan Africanist Congress of Azania  | PAC    | 23.325    | 1,41 %   | 1     |
|        | African Christian Democratic Party | ACDP   | 18.281    | 1,10 %   | 1     |
|        | Ximoko Party                       | XP     | 13.817    | 0,83 %   | 0     |
|        | Vryheidsfront \ Freedom Front      | VF/FF  | 10.727    | 0,65 %   | 0     |
|        | Azanian People’s Organisation      | AZAPO  | 8.931     | 0,54 %   | 0     |
|        | Dabalorivhuwa Patriotic Front      | DPF    | 8.229     | 0,50 %   | 0     |
|        | Afrikaner Eenheidsbeweging         | AEB    | 6.598     | 0,40 %   | 0     |
|        | Inkatha Freedom Party              | IFP    | 5.644     | 0,34 %   | 0     |
|        | Federal Alliance                   | FA     | 5.365     | 0,32 %   | 0     |
| Gesamt | Gesamt                             | Gesamt | 1.658.694 | 100,00 % | 49    |

#### Mpumalanga
In der Provinz Mpumalanga beteiligten sich 1.151.038 (90,08 %) von den 1.277.783 im Wahlregister eingetragenen Personen. 21.502 Stimmen (1,87 %) waren ungültig.
| Partei | Partei                             | Kürzel | Stimmen   | Prozent  | Sitze |
| ------ | ---------------------------------- | ------ | --------- | -------- | ----- |
|        | African National Congress          | ANC    | 958.504   | 84,86 %  | 26    |
|        | Democratic Party                   | DP     | 50.426    | 4,46 %   | 1     |
|        | Nuwe Nasionale Party               | NNP    | 27.925    | 2,47 %   | 1     |
|        | Vryheidsfront \ Freedom Front      | VF/FF  | 19.171    | 1,70 %   | 1     |
|        | United Democratic Movement         | UDM    | 16.039    | 1,42 %   | 1     |
|        | Inkatha Freedom Party              | IFP    | 15.991    | 1,42 %   | 0     |
|        | African Christian Democratic Party | ACDP   | 12.626    | 1,12 %   | 0     |
|        | Federal Alliance                   | FA     | 9.020     | 0,80 %   | 0     |
|        | Pan Africanist Congress of Azania  | PAC    | 7.303     | 0,65 %   | 0     |
|        | Afrikaner Eenheidsbeweging         | AEB    | 4.523     | 0,40 %   | 0     |
|        | Sindawonye Progressive Party       | SPP    | 4.318     | 0,38 %   | 0     |
|        | United Christian Democratic Party  | UCDP   | 2.599     | 0,23 %   | 0     |
|        | Azanian People’s Organisation      | AZAPO  | 1.091     | 0,10 %   | 0     |
| Gesamt | Gesamt                             | Gesamt | 1.129.536 | 100,00 % | 30    |

#### Nordwest
1.527.672 Personen waren im Wahlregister der Provinz Nordwest erfasst. Von diesen beteiligten sich 1.327.163 (86,87 %) an der Wahl. 21.722 Stimmen (1,64 %) waren ungültig.
| Partei | Partei                             | Kürzel | Stimmen   | Prozent  | Sitze |
| ------ | ---------------------------------- | ------ | --------- | -------- | ----- |
|        | African National Congress          | ANC    | 1.030.901 | 78,97 %  | 27    |
|        | United Christian Democratic Party  | UCDP   | 124.874   | 9,57 %   | 3     |
|        | Democratic Party                   | DP     | 42.593    | 3,26 %   | 1     |
|        | Nuwe Nasionale Party               | NNP    | 29.931    | 2,29 %   | 1     |
|        | Vryheidsfront \ Freedom Front      | VF/FF  | 17.964    | 1,38 %   | 1     |
|        | United Democratic Movement         | UDM    | 16.785    | 1,29 %   | 0     |
|        | African Christian Democratic Party | ACDP   | 12.227    | 0,94 %   | 0     |
|        | Pan Africanist Congress of Azania  | PAC    | 9.613     | 0,74 %   | 0     |
|        | Federal Alliance                   | FA     | 7.157     | 0,55 %   | 0     |
|        | Inkatha Freedom Party              | IFP    | 6.759     | 0,52 %   | 0     |
|        | Afrikaner Eenheidsbeweging         | AEB    | 6.637     | 0,51 %   | 0     |
| Gesamt | Gesamt                             | Gesamt | 1.305.441 | 100,00 % | 33    |

#### Nordkap
Von den 377.173	im Wählerregister erfassten Personen beteiligten sich 332.669 (88,20 %) an der Wahl. 4.897 Stimmen (1,47 %) waren ungültig.
| Partei | Partei                             | Kürzel | Stimmen | Prozent  | Sitze |
| ------ | ---------------------------------- | ------ | ------- | -------- | ----- |
|        | African National Congress          | ANC    | 210.837 | 64,32 %  | 20    |
|        | Nuwe Nasionale Party               | NNP    | 79.214  | 24,17 %  | 8     |
|        | Democratic Party                   | DP     | 15.632  | 4,77 %   | 1     |
|        | Vryheidsfront \ Freedom Front      | VF/FF  | 5.446   | 1,66 %   | 1     |
|        | African Christian Democratic Party | ACDP   | 5.004   | 1,53 %   | 0     |
|        | United Democratic Movement         | UDM    | 2.936   | 0,90 %   | 0     |
|        | Pan Africanist Congress of Azania  | PAC    | 2.158   | 0,66 %   | 0     |
|        | Federal Alliance                   | FA     | 1.735   | 0,53 %   | 0     |
|        | Inkatha Freedom Party              | IFP    | 1.728   | 0,53 %   | 0     |
|        | Afrikaner Eenheidsbeweging         | AEB    | 1.722   | 0,53 %   | 0     |
|        | Azanian People’s Organisation      | AZAPO  | 1.360   | 0,41 %   | 0     |
| Gesamt | Gesamt                             | Gesamt | 327.772 | 100,00 % | 30    |

#### Westkap
In der Provinz Westkap waren 1.864.019 Personen im Wählerregister eingetragen. Von diesen gaben 1.601.477 (85,92 %) ihre Stimme ab. 13.499 Stimmen (0,84 %) waren ungültig.
| Partei | Partei                                            | Kürzel | Stimmen   | Prozent  | Sitze |
| ------ | ------------------------------------------------- | ------ | --------- | -------- | ----- |
|        | African National Congress                         | ANC    | 668.106   | 42,07 %  | 18    |
|        | Nuwe Nasionale Party                              | NNP    | 609.612   | 38,39 %  | 17    |
|        | Democratic Party                                  | DP     | 189.183   | 11,91 %  | 5     |
|        | African Christian Democratic Party                | ACDP   | 44.323    | 2,79 %   | 1     |
|        | United Democratic Movement                        | UDM    | 38.071    | 2,40 %   | 1     |
|        | Africa Moral Party                                | AMP    | 9.513     | 0,60 %   | 0     |
|        | Pan Africanist Congress of Azania                 | PAC    | 7.708     | 0,49 %   | 0     |
|        | Vryheidsfront \ Freedom Front                     | VF/FF  | 6.394     | 0,40 %   | 0     |
|        | Federal Alliance                                  | FA     | 4.153     | 0,26 %   | 0     |
|        | Inkatha Freedom Party                             | IFP    | 2.895     | 0,18 %   | 0     |
|        | Afrikaner Eenheidsbeweging                        | AEB    | 2.854     | 0,18 %   | 0     |
|        | The Government by the People Green Party          | GPGP   | 2.453     | 0,15 %   | 0     |
|        | National Coalition Party/Nasionale Koalisie Party | NACOPA | 1.126     | 0,07 %   | 0     |
|        | People’s Liberation Party                         | PLP    | 915       | 0,06 %   | 0     |
|        | Workers International Vanguard League             | WIVL   | 672       | 0,04 %   | 0     |
| Gesamt | Gesamt                                            | Gesamt | 1.587.978 | 100,00 % | 42    |

### Gesamtergebnis der Wahlen zu den Provinzversammlungen
|        | Partei                                            | Stimmen    | %     | Sitze |
| ------ | ------------------------------------------------- | ---------- | ----- | ----- |
|        | African National Congress (ANC)                   | 10.473.175 | 65,9  | 289   |
|        | Nuwe Nasionale Party (NNP)                        | 1.141.362  | 7,2   | 38    |
|        | Inkatha Freedom Party (IFP)                       | 1.415.541  | 8,9   | 37    |
|        | Democratic Party (DP)                             | 1.416.352  | 8,9   | 35    |
|        | United Democratic Movement (UDM)                  | 535.930    | 3,4   | 14    |
|        | Vryheidsfront (VF/FF)                             | 142.538    | 0,9   | 5     |
|        | African Christian Democratic Party (ACDP)         | 219.471    | 1,4   | 4     |
|        | United Christian Democratic Party (UCDP)          | 144.612    | 0,9   | 3     |
|        | Pan Africanist Congress of Azania (PAC)           | 121.920    | 0,8   | 2     |
|        | Minority Front (MF)                               | 82.058     | 0,5   | 2     |
|        | Federal Alliance (FA)                             | 82.058     | 0,5   | 1     |
|        | Afrikaner Eenheidsbeweging (AEB)                  | 47.645     | 0,3   | 0     |
|        | Azanian People’s Organisation (AZAPO)             | 22.329     | 0,1   | 0     |
|        | Ximoko Party (XP)                                 | 13.817     | 0,1   | 0     |
|        | Africa Moral Party (AMP)                          | 9.513      | 0,1   | 0     |
|        | Dabalorivhuwa Patriotic Front (DPF)               | 8.229      | 0,1   | 0     |
|        | Socialist Party of Azania (SOPA)                  | 6.676      | 0,0   | 0     |
|        | Sindawonye Progressive Party (SPP)                | 4.318      | 0,0   | 0     |
|        | Unemployment Labour Alliance (ULA)                | 2.974      | 0,0   | 0     |
|        | The Government by the People – Green Party (GPGP) | 2.453      | 0,0   | 0     |
|        | Mass United Movement (MUM)                        | 2.261      | 0,0   | 0     |
|        | National Coalition Party (NACOPA)                 | 1.126      | 0,0   | 0     |
|        | Labour Party (LP)                                 | 1.096      | 0,0   | 0     |
|        | People’s Liberation Party (PLP)                   | 915        | 0,0   | 0     |
|        | Workers International Vanguard League (WIVL)      | 672        | 0,0   | 0     |
| Gesamt | Gesamt                                            | 15.903.743 | 100,0 | 430   |

## Nach der Wahl
Fünf Tage nach der Wahl war die Auszählung der Stimmen abgeschlossen, und die südafrikanische Wahlkommission gab am 7. Juni 2024 die Wahlergebnisse bekannt. Am 9. Juni 1999 ging der ANC eine Koalition mit der Minority Front ein, die einen Sitz in der Nationalversammlung gewonnen hatte. Damit verfügte die Regierung über 267 von 400 Parlamentsmandaten (66,75 %) und über eine knappe Zweidrittelmehrheit. Am 16. Juni 1999 wurde Thabo Mbeki als neuer Präsident der Republik Südafrika vereidigt und am 17. Juni 1999 wurde die Zusammensetzung seiner Regierung (Kabinett Mbeki I) bekanntgegeben.